# Tessères de Likho
Likho Tesserae
Pour les articles homonymes, voir Likho.
Les tessères de Likho (désignation internationale : Likho Tesserae) sont un ensemble de terrains polygonaux situé sur Vénus dans le quadrangle de Vellamo Planitia. Il a été nommé en référence à Likho, divinité slavo-orientale du mauvais sort.